# アナデール駅
アナデール駅（アナデールえき、英語：Annadale）は、スタテンアイランドのアナデールにあるスタテンアイランド鉄道の駅である。

## 駅構造
| M          | 跨線橋                       | 出入口、ホーム間連絡通路                          |
| G          | 地上階                       | 駅舎、出入口、バス、駐車場                        |
| P ホーム階 | 相対式ホーム、右側ドアが開く | 相対式ホーム、右側ドアが開く                      |
| P ホーム階 | 南行                         | ← トッテンヴィル駅ゆき（ヒューゲナット駅）        |
| P ホーム階 | 北行                         | → セント・ジョージ駅ゆき（エルティングヴィル駅）→ |
| P ホーム階 | 相対式ホーム、右側ドアが開く |                                                   |

2面の相対式ホームで構成され、オレンジ色の壁、タイルを持つ。1990年代に、スタテンアイランド鉄道の駅を改修し、ホームを延長するプロジェクトの一環として、この駅も改修された。ホームの東端には、道路と同じ高さの駅舎が設置され、西側には、プラットホーム同士を結ぶ陸橋がある。北行きのプラットホームの横には、パーク・アンド・ライド用の駐車場もある。

## バス接続
S55